# By (ruisseau)
Pour les articles homonymes, voir BY.
Le By est un ruisseau de Belgique, affluent de la Trouille, donc sous-affluent de l'Escaut par la Haine.

## Géographie
Il prend sa source aux environs d'Aulnois, arrose Bougnies et se jette dans la Trouille à Hyon.

## Affluents
- le Louvroit
- le Lombray
- le Saulnois
- le Prisart
- le ruisseau du Temple